# Precia
(Plutarco, Vite parallele)
Precia (in latino: Praecia) è stata una influente donna libera romana del I sec. a.C., nota, dalle pagine di Plutarco, per la relazione con il tribuno della plebe Publio Cornelio Cetego e la frequentazione di importanti personaggi della vita politica romana grazie anche alla sua rinomata bellezza.
Probabilmente gestiva un salotto politico, ma i suoi detrattori la consideravano di costumi pari a quelli di una cortigiana.
Nel 74 a.C. il console in carica Lucio Licinio Lucullo a seguito della morte del proconsole Lucio Ottavio e al fine di ottenere la carica di governatore della provincia di Cilicia, dopo aver contenuto la propaganda contro le leggi sillane del tribuno Lucio Quintio, si servì, con una serie di donazioni destinate a Precia, della vicinanza di quest'ultima al potente tribuno della plebe C. Cornelio Cetego, ottenendone il favore, certo, inoltre, che da ciò sarebbe seguito il comando della terza guerra contro Mitridate. Plutarco, in seguito, aggiunge: «Nulla si faceva nella vita pubblica senza il favore di Cetego né senza che prima Precia lo stabilisse».